# 45-та гренадерська дивізія (Третій Рейх)
45-та гренадерська дивізія (Третій Рейх) (нім. 45.Grenadier-Division) — гренадерська піхотна дивізія Вермахту за часів Другої світової війни. У жовтні 1944 дивізія перейменована на 45-ту фольксгренадерську дивізію.

## Історія
45-та гренадерська дивізія була створена 16 липня 1944 на території XVII-го військового округу (нім. Wehrkreis XVII) базі формувань 546-ї гренадерської дивізії (нім. 546. Grenadier-Division), реформування залишків розгромленої 45-ї піхотної дивізії та поповнень за рахунок призову 27-ї хвилі мобілізації Вермахту.

## Райони бойових дій
- СРСР (центральний напрямок) (липень — жовтень 1944).

## Командування

### Командири
- генерал-майор Ріхард Даніель (нім. Richard Daniel) (27 лютого — 3 травня 1945).

## Нагороджені дивізії
Нагороджені дивізії
|  | Кавалери Нагрудного знаку ближнього бою в золоті                                                           | 1                                                   |
|  | Кавалери Золотого Німецького Хреста                                                                        | 2                                                   |
|  | Кавалери Лицарського хреста Залізного хреста з Дубовим листям                                              | 1 (№ 857 генерал-майор Ріхард Даніель — 30.04.1945) |
|  | Кавалери Лицарського хреста Залізного хреста                                                               | 1                                                   |
|  | Кавалери Почесної застібки Сухопутних військ «Почесна застібка на орденську стрічку для Сухопутних військ» | 2                                                   |

- Нагороджені Сертифікатом Пошани Головнокомандувача Сухопутних військ (8)